# 川崎麻衣
川崎 麻衣（かわさき まい、11月25日 - ）は、日本の女優、タレント。所属事務所はトミーズアーティストカンパニー。愛知県名古屋市出身。愛称は「カワマイ」。
劇団前方公演墳、ジュングランプリのメンバー。

## 主な出演作品

### テレビ
- 朝の連続ドラマ「こころ」（NHK）
- スキヤキロンドンハーツ（テレビ東京）
- スペースシャワーTV「エビスタ」ナレーション（スカパー!、スカパー!e2）

### CM
- NTTドコモポケットベル（1999年）
- ペンション杉の木（2000年）

### 雑誌
- アルバイト情報誌「an」コラム連載（2005年）

### 映画
- 魅悪の華（2001年）
- 湘南爆走族（2002年）
- 線香花火が落ちる前に（2008年）

### 舞台
- 劇団前墳バックドロップス『IZO』 東京芸術劇場（2007年）
- 劇団スーパーグラップラー『西遊記』 新宿モリエール（2007年）
- 劇団前墳バックドロップス『龍馬よ雲になりすませ』 萬スタジオ（2008年）
- 劇団前墳バックドロップス『題名未定』 東京芸術劇場（2008年）
- 劇団前墳バックドロップス『セブンガールズ』 東京芸術劇場（2009年）
- ROCK ON FRIDAY NIGHT（2009年11月、初台THE DOORS）